# Prensa Libre (Cuba)
Prensa Libre fue un periódico publicado por Sergio Carbó Morera en La Habana, Cuba en 1941. Fue clausurado en 1960 tras una intervención gubernamental.

## Historia
Prensa Libre se creó con una tendencia liberal que se cobijaba bajo el lema «Ni con los unos ni con los otros: con la República». Llegaría a sobrepasar los 100 mil ejemplares diarios en sus momentos de mayor auge  Tras el triunfo de la Revolución cubana el periódico apoyo la Primera Ley de Reforma Agraria de Cuba pero igualmente publicó los señalamientos y desacuerdos de los ganaderos cubanos. El 25 de enero de 1960 fueron quemadas ediciones de Prensa Libre, además de ejemplares del Diario de la Marina y las revistas Life, Time y Selecciones del Reader's Digest.
Cuando Prensa Libre escribió críticamente sobre la supresión del Diario de la Marina y la inminente pérdida de la libertad de prensa en Cuba, el gobierno también se apoderó de él. Turbas revolucionarias, incitadas por el frenesí del momento, pedían la ejecución de todos los editores que se oponían a Fidel Castro y la Revolución cubana. Uno a uno, los periódicos cubanos dejaron de publicarse.
La sede de Prensa Libre que contaba con la más avanzada tecnología de impresión de la época, pudo funcionar durante muy poco tiempo, pues una vez intervenido por el gobierno de Fidel Castro se instaló allí al periódico Revolución. Sólo se permitió la publicación de publicaciones controladas por el gobierno, como Revolución, El Mundo, la revista Bohemia y el periódico comunista Hoy, pero incluso ellas finalmente fueron eliminadas. Después del afianzamiento del nuevo gobierno y la supremacía del Partido Comunista de Cuba, sólo se permitió que existiera Granma, el órgano oficial del Partido Comunista.